# Ramthang Lho
Der Ramthang Lho (auch Ramthang Peak) ist ein Gipfel im Kangchendzönga Himal (Himalaya) im äußersten Nordosten von Nepal. 
Der 6601 m hohe Ramthang Lho erhebt sich 7,6 km nordwestlich des Achttausenders Kangchendzönga. Ein Berggrat führt zum 1,86 km nordnordwestlich gelegenen Ramthang Chang (6802 m). Der Ramthang Lho wird vom Ramthanggletscher im Westen sowie vom Kangchendzöngagletscher im Osten flankiert. Nach Südosten führt ein Bergkamm zum Westgrat des Kangchendzönga.

## Besteigungsgeschichte
Der Ramthang Lho wurde am 19. Mai 1930 von Mitgliedern der die internationalen Himalaya-Expedition unter der Leitung von Günter Dyhrenfurth erstbestiegen.